# Acidophilie (Zytologie, Hämatologie)
Als Acidophilie (von Latein acidus = sauer und Altgriechisch φίλος philos = Freund) bezeichnet man in der Zellbiologie und Zytodiagnostik die Eigenschaft bestimmter Bestandteile von Zellen, „saure“ Farbstoffe zu binden. Das sind Farbstoffe, die ionisch sind, also dissoziieren, und bei denen das Anion (negativ geladenes Ion) der Farbstoff ist. Beispielsweise ist Eosin ein „saurer“ Farbstoff. Die betreffenden Zellbestandteile sind basisch (positiv geladen) und werden als acidophil bezeichnet.
In der Hämatologie verwendet man die Bezeichnung Acidophilie bei Leukozyten, die „saure“ Farbstoffe binden. Zur Differenzierung der Leukozyten wird vor allem Eosin als „saurer“ Farbstoff verwendet. Er wird von Bestandteilen im Zytoplasma bestimmter Leukozyten gebunden und färbt sie hellrot, diese Leukozyten werden als eosinophil bezeichnet.